# Tirreno-Adriatico 2024
Tirreno-Adriatico 2024 var den 59. udgave af det italienske etapeløb Tirreno-Adriatico. Cykelløbets syv etaper blev kørt over 1.115 km fra 4. til 10. marts 2024 med start i Lido di Camaiore og mål i San Benedetto del Tronto. Løbet var syvende arrangement på UCI World Tour 2024, og det blev kørt samtidig med Paris-Nice
Danske Jonas Vingegaard (Team Visma  |  Lease a Bike) vandt 5. og 6. etape, den samlede stilling og bjergtrøjen.

## Etaperne
| Etape    | Dato     | Start – Mål                                         | type              | Afstand (km) | Elevation (m) | Etapevinder      | Førende rytter   |
| -------- | -------- | --------------------------------------------------- | ----------------- | ------------ | ------------- | ---------------- | ---------------- |
| 1. etape | 4. mar.  | Lido di Camaiore – Lido di Camaiore                 | enkeltstart       | 10           | 5 m           | Juan Ayuso       | Juan Ayuso       |
| 2. etape | 5. mar.  | Camaiore – Follonica                                | kuperet etape     | 198          | 1.401 m       | Jasper Philipsen | Juan Ayuso       |
| 3. etape | 6. mar.  | Volterra – Gualdo Tadino                            | middel bjergetape | 225          | 2.616 m       | Phil Bauhaus     | Juan Ayuso       |
| 4. etape | 7. mar.  | Arrone – Giulianova                                 | middel bjergetape | 207          | 2.923 m       | Jonathan Milan   | Jonathan Milan   |
| 5. etape | 8. mar.  | Torricella Sicura – Valle Castellana                | bjergetape        | 144          | 3.015 m       | Jonas Vingegaard | Jonas Vingegaard |
| 6. etape | 9. mar.  | Sassoferrato – Cagli                                | bjergetape        | 180          | 3.544 m       | Jonas Vingegaard | Jonas Vingegaard |
| 7. etape | 10. mar. | San Benedetto del Tronto – San Benedetto del Tronto | kuperet etape     | 154          | 1.508 m       | Jonathan Milan   | Jonas Vingegaard |

### 1. etape
| Lido di Camaiore - Lido di Camaiore | enkeltstart | (10 km) |

| \| Etaperesultat \| Etaperesultat \| Etaperesultat \| Etaperesultat \| Etaperesultat \| \| Rytter \| Rytter \| Hold \| Tid \| \| \| ------------- \| ----------------- \| -------------------------- \| ------------- \| ------------- \| \| 1. \| Juan Ayuso \| UAE Team Emirates \| 11' 24" \| \| \| 2. \| Filippo Ganna \| Ineos Grenadiers \| + 1" \| \| \| 3. \| Jonathan Milan \| Lidl-Trek \| + 12" \| \| \| 4. \| Ethan Vernon \| Israel-Premier Tech \| + 13" \| \| \| 5. \| Josef Černý \| Soudal Quick-Step \| + 14" \| \| \| 6. \| Søren Wærenskjold \| Uno-X Mobility \| + 15" \| \| \| 7. \| Antonio Tiberi \| Bahrain Victorious \| + 17" \| \| \| 8. \| Kévin Vauquelin \| Arkéa-B&B Hotels \| + 18" \| \| \| 9. \| Jonas Vingegaard \| Team Visma \\| Lease a Bike \| + 22" \| \| \| 10. \| Romain Grégoire \| Groupama-FDJ \| + 22" \| \| |                   |                            |         |
| |                   |                            |         |
| Kilde: ProCyclingStats |                   |                            |         |
| Etaperesultat |                   |                            |         |
| Rytter | Rytter            | Hold                       | Tid     |
| 1. | Juan Ayuso        | UAE Team Emirates          | 11' 24" |
| 2. | Filippo Ganna     | Ineos Grenadiers           | + 1"    |
| 3. | Jonathan Milan    | Lidl-Trek                  | + 12"   |
| 4. | Ethan Vernon      | Israel-Premier Tech        | + 13"   |
| 5. | Josef Černý       | Soudal Quick-Step          | + 14"   |
| 6. | Søren Wærenskjold | Uno-X Mobility             | + 15"   |
| 7. | Antonio Tiberi    | Bahrain Victorious         | + 17"   |
| 8. | Kévin Vauquelin   | Arkéa-B&B Hotels           | + 18"   |
| 9. | Jonas Vingegaard  | Team Visma \| Lease a Bike | + 22"   |
| 10. | Romain Grégoire   | Groupama-FDJ               | + 22"   |

| \| Samlede stilling \| Samlede stilling \| Samlede stilling \| Samlede stilling \| Samlede stilling \| \| Rytter \| Rytter \| Hold \| Tid \| \| \| ---------------- \| ----------------- \| -------------------------- \| ---------------- \| ---------------- \| \| 1. \| Juan Ayuso \| UAE Team Emirates \| 11' 24" \| \| \| 2. \| Filippo Ganna \| Ineos Grenadiers \| + 1" \| \| \| 3. \| Jonathan Milan \| Lidl-Trek \| + 12" \| \| \| 4. \| Ethan Vernon \| Israel-Premier Tech \| + 13" \| \| \| 5. \| Josef Černý \| Soudal Quick-Step \| + 14" \| \| \| 6. \| Søren Wærenskjold \| Uno-X Mobility \| + 15" \| \| \| 7. \| Antonio Tiberi \| Bahrain Victorious \| + 17" \| \| \| 8. \| Kévin Vauquelin \| Arkéa-B&B Hotels \| + 18" \| \| \| 9. \| Jonas Vingegaard \| Team Visma \\| Lease a Bike \| + 22" \| \| \| 10. \| Romain Grégoire \| Groupama-FDJ \| + 22" \| \| |                   |                            |         |
| |                   |                            |         |
| Kilde: ProCyclingStats |                   |                            |         |
| Samlede stilling |                   |                            |         |
| Rytter | Rytter            | Hold                       | Tid     |
| 1. | Juan Ayuso        | UAE Team Emirates          | 11' 24" |
| 2. | Filippo Ganna     | Ineos Grenadiers           | + 1"    |
| 3. | Jonathan Milan    | Lidl-Trek                  | + 12"   |
| 4. | Ethan Vernon      | Israel-Premier Tech        | + 13"   |
| 5. | Josef Černý       | Soudal Quick-Step          | + 14"   |
| 6. | Søren Wærenskjold | Uno-X Mobility             | + 15"   |
| 7. | Antonio Tiberi    | Bahrain Victorious         | + 17"   |
| 8. | Kévin Vauquelin   | Arkéa-B&B Hotels           | + 18"   |
| 9. | Jonas Vingegaard  | Team Visma \| Lease a Bike | + 22"   |
| 10. | Romain Grégoire   | Groupama-FDJ               | + 22"   |

### 2. etape
| Camaiore - Follonica | kuperet etape | (198 km) |

| \| Etaperesultat \| Etaperesultat \| Etaperesultat \| Etaperesultat \| Etaperesultat \| \| Rytter \| Rytter \| Hold \| Tid \| \| \| ------------- \| ----------------- \| ------------------------- \| ------------- \| ------------- \| \| 1. \| Jasper Philipsen \| Alpecin-Deceuninck \| 4t 32' 07" \| \| \| 2. \| Tim Merlier \| Soudal Quick-Step \| + 0" \| \| \| 3. \| Axel Zingle \| Cofidis \| + 0" \| \| \| 4. \| Amaury Capiot \| Arkéa-B&B Hotels \| + 0" \| \| \| 5. \| Casper van Uden \| Team dsm-firmenich PostNL \| + 0" \| \| \| 6. \| Søren Wærenskjold \| Uno-X Mobility \| + 0" \| \| \| 7. \| Giovanni Lonardi \| Team Polti Kometa \| + 0" \| \| \| 8. \| Ethan Vernon \| Israel-Premier Tech \| + 0" \| \| \| 9. \| Jonathan Milan \| Lidl-Trek \| + 0" \| \| \| 10. \| Fabian Lienhard \| Groupama-FDJ \| + 0" \| \| |                   |                           |            |
| |                   |                           |            |
| Kilde: ProCyclingStats |                   |                           |            |
| Etaperesultat |                   |                           |            |
| Rytter | Rytter            | Hold                      | Tid        |
| 1. | Jasper Philipsen  | Alpecin-Deceuninck        | 4t 32' 07" |
| 2. | Tim Merlier       | Soudal Quick-Step         | + 0"       |
| 3. | Axel Zingle       | Cofidis                   | + 0"       |
| 4. | Amaury Capiot     | Arkéa-B&B Hotels          | + 0"       |
| 5. | Casper van Uden   | Team dsm-firmenich PostNL | + 0"       |
| 6. | Søren Wærenskjold | Uno-X Mobility            | + 0"       |
| 7. | Giovanni Lonardi  | Team Polti Kometa         | + 0"       |
| 8. | Ethan Vernon      | Israel-Premier Tech       | + 0"       |
| 9. | Jonathan Milan    | Lidl-Trek                 | + 0"       |
| 10. | Fabian Lienhard   | Groupama-FDJ              | + 0"       |

| \| Samlede stilling \| Samlede stilling \| Samlede stilling \| Samlede stilling \| Samlede stilling \| \| Rytter \| Rytter \| Hold \| Tid \| \| \| ---------------- \| ----------------- \| -------------------------- \| ---------------- \| ---------------- \| \| 1. \| Juan Ayuso \| UAE Team Emirates \| 4t 43' 31" \| \| \| 2. \| Filippo Ganna \| Ineos Grenadiers \| + 1" \| \| \| 3. \| Jonathan Milan \| Lidl-Trek \| + 12" \| \| \| 4. \| Ethan Vernon \| Israel-Premier Tech \| + 13" \| \| \| 5. \| Søren Wærenskjold \| Uno-X Mobility \| + 15" \| \| \| 6. \| Antonio Tiberi \| Bahrain Victorious \| + 17" \| \| \| 7. \| Kévin Vauquelin \| Arkéa-B&B Hotels \| + 18" \| \| \| 8. \| Jonas Vingegaard \| Team Visma \\| Lease a Bike \| + 22" \| \| \| 9. \| Romain Grégoire \| Groupama-FDJ \| + 22" \| \| \| 10. \| Tobias Ludvigsson \| Q36.5 Pro Cycling Team \| + 23" \| \| |                   |                            |            |
| |                   |                            |            |
| Kilde: ProCyclingStats |                   |                            |            |
| Samlede stilling |                   |                            |            |
| Rytter | Rytter            | Hold                       | Tid        |
| 1. | Juan Ayuso        | UAE Team Emirates          | 4t 43' 31" |
| 2. | Filippo Ganna     | Ineos Grenadiers           | + 1"       |
| 3. | Jonathan Milan    | Lidl-Trek                  | + 12"      |
| 4. | Ethan Vernon      | Israel-Premier Tech        | + 13"      |
| 5. | Søren Wærenskjold | Uno-X Mobility             | + 15"      |
| 6. | Antonio Tiberi    | Bahrain Victorious         | + 17"      |
| 7. | Kévin Vauquelin   | Arkéa-B&B Hotels           | + 18"      |
| 8. | Jonas Vingegaard  | Team Visma \| Lease a Bike | + 22"      |
| 9. | Romain Grégoire   | Groupama-FDJ               | + 22"      |
| 10. | Tobias Ludvigsson | Q36.5 Pro Cycling Team     | + 23"      |

### 3. etape
| Volterra - Gualdo Tadino | middel bjergetape | (225 km) |

| \| Etaperesultat \| Etaperesultat \| Etaperesultat \| Etaperesultat \| Etaperesultat \| \| Rytter \| Rytter \| Hold \| Tid \| \| \| ------------- \| ---------------- \| -------------------------- \| ------------- \| ------------- \| \| 1. \| Phil Bauhaus \| Bahrain Victorious \| 5t 25' 51" \| \| \| 2. \| Jonathan Milan \| Lidl-Trek \| + 0" \| \| \| 3. \| Kévin Vauquelin \| Arkéa-B&B Hotels \| + 0" \| \| \| 4. \| Alberto Bettiol \| EF Education-EasyPost \| + 0" \| \| \| 5. \| Andrea Vendrame \| Decathlon-AG2R La Mondiale \| + 0" \| \| \| 6. \| Simone Velasco \| Astana Qazaqstan Team \| + 0" \| \| \| 7. \| Damiano Caruso \| Bahrain Victorious \| + 0" \| \| \| 8. \| Marius Mayrhofer \| Tudor Pro Cycling Team \| + 0" \| \| \| 9. \| Kevin Vermaerke \| Team dsm-firmenich PostNL \| + 0" \| \| \| 10. \| Nikias Arndt \| Bahrain Victorious \| + 0" \| \| |                  |                            |            |
| |                  |                            |            |
| Kilde: ProCyclingStats |                  |                            |            |
| Etaperesultat |                  |                            |            |
| Rytter | Rytter           | Hold                       | Tid        |
| 1. | Phil Bauhaus     | Bahrain Victorious         | 5t 25' 51" |
| 2. | Jonathan Milan   | Lidl-Trek                  | + 0"       |
| 3. | Kévin Vauquelin  | Arkéa-B&B Hotels           | + 0"       |
| 4. | Alberto Bettiol  | EF Education-EasyPost      | + 0"       |
| 5. | Andrea Vendrame  | Decathlon-AG2R La Mondiale | + 0"       |
| 6. | Simone Velasco   | Astana Qazaqstan Team      | + 0"       |
| 7. | Damiano Caruso   | Bahrain Victorious         | + 0"       |
| 8. | Marius Mayrhofer | Tudor Pro Cycling Team     | + 0"       |
| 9. | Kevin Vermaerke  | Team dsm-firmenich PostNL  | + 0"       |
| 10. | Nikias Arndt     | Bahrain Victorious         | + 0"       |

| \| Samlede stilling \| Samlede stilling \| Samlede stilling \| Samlede stilling \| Samlede stilling \| \| Rytter \| Rytter \| Hold \| Tid \| \| \| ---------------- \| ---------------- \| -------------------------- \| ---------------- \| ---------------- \| \| 1. \| Juan Ayuso \| UAE Team Emirates \| 10t 09' 22" \| \| \| 2. \| Jonathan Milan \| Lidl-Trek \| + 6" \| \| \| 3. \| Kévin Vauquelin \| Arkéa-B&B Hotels \| + 14" \| \| \| 4. \| Antonio Tiberi \| Bahrain Victorious \| + 17" \| \| \| 5. \| Jonas Vingegaard \| Team Visma \\| Lease a Bike \| + 22" \| \| \| 6. \| Romain Grégoire \| Groupama-FDJ \| + 22" \| \| \| 7. \| Jai Hindley \| Bora-Hansgrohe \| + 24" \| \| \| 8. \| Neilson Powless \| EF Education-EasyPost \| + 26" \| \| \| 9. \| Max Poole \| Team dsm-firmenich PostNL \| + 26" \| \| \| 10. \| Lennard Kämna \| Bora-Hansgrohe \| + 26" \| \| |                  |                            |             |
| |                  |                            |             |
| Kilde: ProCyclingStats |                  |                            |             |
| Samlede stilling |                  |                            |             |
| Rytter | Rytter           | Hold                       | Tid         |
| 1. | Juan Ayuso       | UAE Team Emirates          | 10t 09' 22" |
| 2. | Jonathan Milan   | Lidl-Trek                  | + 6"        |
| 3. | Kévin Vauquelin  | Arkéa-B&B Hotels           | + 14"       |
| 4. | Antonio Tiberi   | Bahrain Victorious         | + 17"       |
| 5. | Jonas Vingegaard | Team Visma \| Lease a Bike | + 22"       |
| 6. | Romain Grégoire  | Groupama-FDJ               | + 22"       |
| 7. | Jai Hindley      | Bora-Hansgrohe             | + 24"       |
| 8. | Neilson Powless  | EF Education-EasyPost      | + 26"       |
| 9. | Max Poole        | Team dsm-firmenich PostNL  | + 26"       |
| 10. | Lennard Kämna    | Bora-Hansgrohe             | + 26"       |

### 4. etape
| Arrone - Giulianova | middel bjergetape | (207 km) |

| \| Etaperesultat \| Etaperesultat \| Etaperesultat \| Etaperesultat \| Etaperesultat \| \| Rytter \| Rytter \| Hold \| Tid \| \| \| ------------- \| ------------------- \| ---------------------- \| ------------- \| ------------- \| \| 1. \| Jonathan Milan \| Lidl-Trek \| 4t 56' 44" \| \| \| 2. \| Jasper Philipsen \| Alpecin-Deceuninck \| + 0" \| \| \| 3. \| Corbin Strong \| Israel-Premier Tech \| + 0" \| \| \| 4. \| Biniam Girmay \| Intermarché-Wanty \| + 0" \| \| \| 5. \| Axel Zingle \| Cofidis \| + 0" \| \| \| 6. \| Marius Mayrhofer \| Tudor Pro Cycling Team \| + 0" \| \| \| 7. \| Jonas Abrahamsen \| Uno-X Mobility \| + 0" \| \| \| 8. \| Iván García Cortina \| Movistar Team \| + 0" \| \| \| 9. \| Julian Alaphilippe \| Soudal Quick-Step \| + 0" \| \| \| 10. \| Antonio Tiberi \| Bahrain Victorious \| + 0" \| \| |                     |                        |            |
| |                     |                        |            |
| Kilde: ProCyclingStats |                     |                        |            |
| Etaperesultat |                     |                        |            |
| Rytter | Rytter              | Hold                   | Tid        |
| 1. | Jonathan Milan      | Lidl-Trek              | 4t 56' 44" |
| 2. | Jasper Philipsen    | Alpecin-Deceuninck     | + 0"       |
| 3. | Corbin Strong       | Israel-Premier Tech    | + 0"       |
| 4. | Biniam Girmay       | Intermarché-Wanty      | + 0"       |
| 5. | Axel Zingle         | Cofidis                | + 0"       |
| 6. | Marius Mayrhofer    | Tudor Pro Cycling Team | + 0"       |
| 7. | Jonas Abrahamsen    | Uno-X Mobility         | + 0"       |
| 8. | Iván García Cortina | Movistar Team          | + 0"       |
| 9. | Julian Alaphilippe  | Soudal Quick-Step      | + 0"       |
| 10. | Antonio Tiberi      | Bahrain Victorious     | + 0"       |

| \| Samlede stilling \| Samlede stilling \| Samlede stilling \| Samlede stilling \| Samlede stilling \| \| Rytter \| Rytter \| Hold \| Tid \| \| \| ---------------- \| ---------------- \| -------------------------- \| ---------------- \| ---------------- \| \| 1. \| Jonathan Milan \| Lidl-Trek \| 15t 06' 02" \| \| \| 2. \| Juan Ayuso \| UAE Team Emirates \| + 4" \| \| \| 3. \| Kévin Vauquelin \| Arkéa-B&B Hotels \| + 18" \| \| \| 4. \| Antonio Tiberi \| Bahrain Victorious \| + 21" \| \| \| 5. \| Jonas Vingegaard \| Team Visma \\| Lease a Bike \| + 26" \| \| \| 6. \| Romain Grégoire \| Groupama-FDJ \| + 26" \| \| \| 7. \| Jai Hindley \| Bora-Hansgrohe \| + 28" \| \| \| 8. \| Neilson Powless \| EF Education-EasyPost \| + 30" \| \| \| 9. \| Max Poole \| Team dsm-firmenich PostNL \| + 30" \| \| \| 10. \| Lennard Kämna \| Bora-Hansgrohe \| + 30" \| \| |                  |                            |             |
| |                  |                            |             |
| Kilde: ProCyclingStats |                  |                            |             |
| Samlede stilling |                  |                            |             |
| Rytter | Rytter           | Hold                       | Tid         |
| 1. | Jonathan Milan   | Lidl-Trek                  | 15t 06' 02" |
| 2. | Juan Ayuso       | UAE Team Emirates          | + 4"        |
| 3. | Kévin Vauquelin  | Arkéa-B&B Hotels           | + 18"       |
| 4. | Antonio Tiberi   | Bahrain Victorious         | + 21"       |
| 5. | Jonas Vingegaard | Team Visma \| Lease a Bike | + 26"       |
| 6. | Romain Grégoire  | Groupama-FDJ               | + 26"       |
| 7. | Jai Hindley      | Bora-Hansgrohe             | + 28"       |
| 8. | Neilson Powless  | EF Education-EasyPost      | + 30"       |
| 9. | Max Poole        | Team dsm-firmenich PostNL  | + 30"       |
| 10. | Lennard Kämna    | Bora-Hansgrohe             | + 30"       |

### 5. etape
| Torricella Sicura - Valle Castellana | bjergetape | (144 km) |

| \| Etaperesultat \| Etaperesultat \| Etaperesultat \| Etaperesultat \| Etaperesultat \| \| Rytter \| Rytter \| Hold \| Tid \| \| \| ------------- \| ----------------- \| -------------------------- \| ------------- \| ------------- \| \| 1. \| Jonas Vingegaard \| Team Visma \\| Lease a Bike \| 3t 28' 27" \| \| \| 2. \| Juan Ayuso \| UAE Team Emirates \| + 1' 12" \| \| \| 3. \| Jai Hindley \| Bora-Hansgrohe \| + 1' 12" \| \| \| 4. \| Ben O'Connor \| Decathlon-AG2R La Mondiale \| + 1' 14" \| \| \| 5. \| Thymen Arensman \| Ineos Grenadiers \| + 1' 14" \| \| \| 6. \| Cian Uijtdebroeks \| Team Visma \\| Lease a Bike \| + 1' 14" \| \| \| 7. \| Isaac Del Toro \| UAE Team Emirates \| + 1' 14" \| \| \| 8. \| Tom Pidcock \| Ineos Grenadiers \| + 2' 52" \| \| \| 9. \| Kévin Vauquelin \| Arkéa-B&B Hotels \| + 2' 52" \| \| \| 10. \| Romain Grégoire \| Groupama-FDJ \| + 2' 52" \| \| |                   |                            |            |
| |                   |                            |            |
| Kilde: ProCyclingStats |                   |                            |            |
| Etaperesultat |                   |                            |            |
| Rytter | Rytter            | Hold                       | Tid        |
| 1. | Jonas Vingegaard  | Team Visma \| Lease a Bike | 3t 28' 27" |
| 2. | Juan Ayuso        | UAE Team Emirates          | + 1' 12"   |
| 3. | Jai Hindley       | Bora-Hansgrohe             | + 1' 12"   |
| 4. | Ben O'Connor      | Decathlon-AG2R La Mondiale | + 1' 14"   |
| 5. | Thymen Arensman   | Ineos Grenadiers           | + 1' 14"   |
| 6. | Cian Uijtdebroeks | Team Visma \| Lease a Bike | + 1' 14"   |
| 7. | Isaac Del Toro    | UAE Team Emirates          | + 1' 14"   |
| 8. | Tom Pidcock       | Ineos Grenadiers           | + 2' 52"   |
| 9. | Kévin Vauquelin   | Arkéa-B&B Hotels           | + 2' 52"   |
| 10. | Romain Grégoire   | Groupama-FDJ               | + 2' 52"   |

| \| Samlede stilling \| Samlede stilling \| Samlede stilling \| Samlede stilling \| Samlede stilling \| \| Rytter \| Rytter \| Hold \| Tid \| \| \| ---------------- \| ----------------- \| -------------------------- \| ---------------- \| ---------------- \| \| 1. \| Jonas Vingegaard \| Team Visma \\| Lease a Bike \| 18t 34' 45" \| \| \| 2. \| Juan Ayuso \| UAE Team Emirates \| + 54" \| \| \| 3. \| Jai Hindley \| Bora-Hansgrohe \| + 1' 20" \| \| \| 4. \| Thymen Arensman \| Ineos Grenadiers \| + 1' 29" \| \| \| 5. \| Ben O'Connor \| Decathlon-AG2R La Mondiale \| + 1' 32" \| \| \| 6. \| Isaac Del Toro \| UAE Team Emirates \| + 1' 34" \| \| \| 7. \| Cian Uijtdebroeks \| Team Visma \\| Lease a Bike \| + 2' 12" \| \| \| 8. \| Kévin Vauquelin \| Arkéa-B&B Hotels \| + 2' 54" \| \| \| 9. \| Antonio Tiberi \| Bahrain Victorious \| + 2' 57" \| \| \| 10. \| Romain Grégoire \| Groupama-FDJ \| + 3' 02" \| \| |                   |                            |             |
| |                   |                            |             |
| Kilde: ProCyclingStats |                   |                            |             |
| Samlede stilling |                   |                            |             |
| Rytter | Rytter            | Hold                       | Tid         |
| 1. | Jonas Vingegaard  | Team Visma \| Lease a Bike | 18t 34' 45" |
| 2. | Juan Ayuso        | UAE Team Emirates          | + 54"       |
| 3. | Jai Hindley       | Bora-Hansgrohe             | + 1' 20"    |
| 4. | Thymen Arensman   | Ineos Grenadiers           | + 1' 29"    |
| 5. | Ben O'Connor      | Decathlon-AG2R La Mondiale | + 1' 32"    |
| 6. | Isaac Del Toro    | UAE Team Emirates          | + 1' 34"    |
| 7. | Cian Uijtdebroeks | Team Visma \| Lease a Bike | + 2' 12"    |
| 8. | Kévin Vauquelin   | Arkéa-B&B Hotels           | + 2' 54"    |
| 9. | Antonio Tiberi    | Bahrain Victorious         | + 2' 57"    |
| 10. | Romain Grégoire   | Groupama-FDJ               | + 3' 02"    |

### 6. etape
| Sassoferrato - Cagli | bjergetape | (180 km) |

| \| Etaperesultat \| Etaperesultat \| Etaperesultat \| Etaperesultat \| Etaperesultat \| \| Rytter \| Rytter \| Hold \| Tid \| \| \| ------------- \| ----------------- \| -------------------------- \| ------------- \| ------------- \| \| 1. \| Jonas Vingegaard \| Team Visma \\| Lease a Bike \| 4t 31' 57" \| \| \| 2. \| Juan Ayuso \| UAE Team Emirates \| + 26" \| \| \| 3. \| Jai Hindley \| Bora-Hansgrohe \| + 26" \| \| \| 4. \| Isaac Del Toro \| UAE Team Emirates \| + 36" \| \| \| 5. \| Tom Pidcock \| Ineos Grenadiers \| + 42" \| \| \| 6. \| Ben O'Connor \| Decathlon-AG2R La Mondiale \| + 42" \| \| \| 7. \| Lennard Kämna \| Bora-Hansgrohe \| + 46" \| \| \| 8. \| Thymen Arensman \| Ineos Grenadiers \| + 46" \| \| \| 9. \| Cian Uijtdebroeks \| Team Visma \\| Lease a Bike \| + 48" \| \| \| 10. \| Wout Poels \| Bahrain Victorious \| + 1' 14" \| \| |                   |                            |            |
| |                   |                            |            |
| Kilde: ProCyclingStats |                   |                            |            |
| Etaperesultat |                   |                            |            |
| Rytter | Rytter            | Hold                       | Tid        |
| 1. | Jonas Vingegaard  | Team Visma \| Lease a Bike | 4t 31' 57" |
| 2. | Juan Ayuso        | UAE Team Emirates          | + 26"      |
| 3. | Jai Hindley       | Bora-Hansgrohe             | + 26"      |
| 4. | Isaac Del Toro    | UAE Team Emirates          | + 36"      |
| 5. | Tom Pidcock       | Ineos Grenadiers           | + 42"      |
| 6. | Ben O'Connor      | Decathlon-AG2R La Mondiale | + 42"      |
| 7. | Lennard Kämna     | Bora-Hansgrohe             | + 46"      |
| 8. | Thymen Arensman   | Ineos Grenadiers           | + 46"      |
| 9. | Cian Uijtdebroeks | Team Visma \| Lease a Bike | + 48"      |
| 10. | Wout Poels        | Bahrain Victorious         | + 1' 14"   |

| \| Samlede stilling \| Samlede stilling \| Samlede stilling \| Samlede stilling \| Samlede stilling \| \| Rytter \| Rytter \| Hold \| Tid \| \| \| ---------------- \| ----------------- \| -------------------------- \| ---------------- \| ---------------- \| \| 1. \| Jonas Vingegaard \| Team Visma \\| Lease a Bike \| 23t 06' 32" \| \| \| 2. \| Juan Ayuso \| UAE Team Emirates \| + 1' 24" \| \| \| 3. \| Jai Hindley \| Bora-Hansgrohe \| + 1' 32" \| \| \| 4. \| Isaac Del Toro \| UAE Team Emirates \| + 2' 20" \| \| \| 5. \| Ben O'Connor \| Decathlon-AG2R La Mondiale \| + 2' 24" \| \| \| 6. \| Thymen Arensman \| Ineos Grenadiers \| + 2' 25" \| \| \| 7. \| Cian Uijtdebroeks \| Team Visma \\| Lease a Bike \| + 3' 10" \| \| \| 8. \| Lennard Kämna \| Bora-Hansgrohe \| + 4' 02" \| \| \| 9. \| Tom Pidcock \| Ineos Grenadiers \| + 4' 05" \| \| \| 10. \| Kévin Vauquelin \| Arkéa-B&B Hotels \| + 4' 24" \| \| |                   |                            |             |
| |                   |                            |             |
| Kilde: ProCyclingStats |                   |                            |             |
| Samlede stilling |                   |                            |             |
| Rytter | Rytter            | Hold                       | Tid         |
| 1. | Jonas Vingegaard  | Team Visma \| Lease a Bike | 23t 06' 32" |
| 2. | Juan Ayuso        | UAE Team Emirates          | + 1' 24"    |
| 3. | Jai Hindley       | Bora-Hansgrohe             | + 1' 32"    |
| 4. | Isaac Del Toro    | UAE Team Emirates          | + 2' 20"    |
| 5. | Ben O'Connor      | Decathlon-AG2R La Mondiale | + 2' 24"    |
| 6. | Thymen Arensman   | Ineos Grenadiers           | + 2' 25"    |
| 7. | Cian Uijtdebroeks | Team Visma \| Lease a Bike | + 3' 10"    |
| 8. | Lennard Kämna     | Bora-Hansgrohe             | + 4' 02"    |
| 9. | Tom Pidcock       | Ineos Grenadiers           | + 4' 05"    |
| 10. | Kévin Vauquelin   | Arkéa-B&B Hotels           | + 4' 24"    |

### 7. etape
| San Benedetto del Tronto - San Benedetto del Tronto | kuperet etape | (154 km) |

| \| Etaperesultat \| Etaperesultat \| Etaperesultat \| Etaperesultat \| Etaperesultat \| \| Rytter \| Rytter \| Hold \| Tid \| \| \| ------------- \| --------------------- \| ----------------------------- \| ------------- \| ------------- \| \| 1. \| Jonathan Milan \| Lidl-Trek \| 3t 15' 51" \| \| \| 2. \| Alexander Kristoff \| Uno-X Mobility \| + 0" \| \| \| 3. \| Davide Cimolai \| Movistar Team \| + 0" \| \| \| 4. \| Jasper Philipsen \| Alpecin-Deceuninck \| + 0" \| \| \| 5. \| Stanisław Aniołkowski \| Cofidis \| + 0" \| \| \| 6. \| Amaury Capiot \| Arkéa-B&B Hotels \| + 0" \| \| \| 7. \| Andrea Vendrame \| Decathlon-AG2R La Mondiale \| + 0" \| \| \| 8. \| Giovanni Lonardi \| Team Polti Kometa \| + 0" \| \| \| 9. \| Clément Venturini \| Arkéa-B&B Hotels \| + 0" \| \| \| 10. \| Enrico Zanoncello \| VF Group-Bardiani CSF-Faizanè \| + 0" \| \| |                       |                               |            |
| |                       |                               |            |
| Kilde: ProCyclingStats |                       |                               |            |
| Etaperesultat |                       |                               |            |
| Rytter | Rytter                | Hold                          | Tid        |
| 1. | Jonathan Milan        | Lidl-Trek                     | 3t 15' 51" |
| 2. | Alexander Kristoff    | Uno-X Mobility                | + 0"       |
| 3. | Davide Cimolai        | Movistar Team                 | + 0"       |
| 4. | Jasper Philipsen      | Alpecin-Deceuninck            | + 0"       |
| 5. | Stanisław Aniołkowski | Cofidis                       | + 0"       |
| 6. | Amaury Capiot         | Arkéa-B&B Hotels              | + 0"       |
| 7. | Andrea Vendrame       | Decathlon-AG2R La Mondiale    | + 0"       |
| 8. | Giovanni Lonardi      | Team Polti Kometa             | + 0"       |
| 9. | Clément Venturini     | Arkéa-B&B Hotels              | + 0"       |
| 10. | Enrico Zanoncello     | VF Group-Bardiani CSF-Faizanè | + 0"       |

## Trøjernes fordeling gennem løbet
| Etape    |                   | Vinder _         | Samlede stilling | Pointtrøje     | Bjergtrøje       | Ungdomstrøje   | Holdkonkurrence _ |
| -------- | ----------------- | ---------------- | ---------------- | -------------- | ---------------- | -------------- | ----------------- |
| 1. etape | enkeltstart       | Juan Ayuso       | Juan Ayuso       | Juan Ayuso     | ikke uddelt      | Juan Ayuso     | UAE Team Emirates |
| 2. etape | kuperet etape     | Jasper Philipsen | Juan Ayuso       | Juan Ayuso     | Davide Bais      | Juan Ayuso     | UAE Team Emirates |
| 3. etape | middel bjergetape | Phil Bauhaus     | Juan Ayuso       | Jonathan Milan | Richard Carapaz  | Juan Ayuso     | UAE Team Emirates |
| 4. etape | middel bjergetape | Jonathan Milan   | Jonathan Milan   | Jonathan Milan | Davide Bais      | Jonathan Milan | UAE Team Emirates |
| 5. etape | bjergetape        | Jonas Vingegaard | Jonas Vingegaard | Jonathan Milan | Jonas Vingegaard | Juan Ayuso     | UAE Team Emirates |
| 6. etape | bjergetape        | Jonas Vingegaard | Jonas Vingegaard | Juan Ayuso     | Jonas Vingegaard | Juan Ayuso     | UAE Team Emirates |
| 7. etape | kuperet etape     | Jonathan Milan   | Jonas Vingegaard | Jonathan Milan | Jonas Vingegaard | Juan Ayuso     | UAE Team Emirates |
| Samlet   | Samlet            |                  | Jonas Vingegaard | Jonathan Milan | Jonas Vingegaard | Juan Ayuso     | UAE Team Emirates |

## Resultater
| \| Samlede stilling \| Samlede stilling \| Samlede stilling \| Samlede stilling \| Samlede stilling \| \| Rytter \| Rytter \| Hold \| Tid \| \| \| ---------------- \| ----------------- \| -------------------------- \| ---------------- \| ---------------- \| \| 1. \| Jonas Vingegaard \| Team Visma \\| Lease a Bike \| 26t 22' 23" \| \| \| 2. \| Juan Ayuso \| UAE Team Emirates \| + 1' 24" \| \| \| 3. \| Jai Hindley \| Bora-Hansgrohe \| + 1' 52" \| \| \| 4. \| Isaac Del Toro \| UAE Team Emirates \| + 2' 20" \| \| \| 5. \| Ben O'Connor \| Decathlon-AG2R La Mondiale \| + 2' 24" \| \| \| 6. \| Thymen Arensman \| Ineos Grenadiers \| + 2' 25" \| \| \| 7. \| Cian Uijtdebroeks \| Team Visma \\| Lease a Bike \| + 3' 10" \| \| \| 8. \| Lennard Kämna \| Bora-Hansgrohe \| + 4' 02" \| \| \| 9. \| Tom Pidcock \| Ineos Grenadiers \| + 4' 05" \| \| \| 10. \| Kévin Vauquelin \| Arkéa-B&B Hotels \| + 4' 24" \| \| |                   |                            |             |
| |                   |                            |             |
| Kilde: ProCyclingStats |                   |                            |             |
| Samlede stilling |                   |                            |             |
| Rytter | Rytter            | Hold                       | Tid         |
| 1. | Jonas Vingegaard  | Team Visma \| Lease a Bike | 26t 22' 23" |
| 2. | Juan Ayuso        | UAE Team Emirates          | + 1' 24"    |
| 3. | Jai Hindley       | Bora-Hansgrohe             | + 1' 52"    |
| 4. | Isaac Del Toro    | UAE Team Emirates          | + 2' 20"    |
| 5. | Ben O'Connor      | Decathlon-AG2R La Mondiale | + 2' 24"    |
| 6. | Thymen Arensman   | Ineos Grenadiers           | + 2' 25"    |
| 7. | Cian Uijtdebroeks | Team Visma \| Lease a Bike | + 3' 10"    |
| 8. | Lennard Kämna     | Bora-Hansgrohe             | + 4' 02"    |
| 9. | Tom Pidcock       | Ineos Grenadiers           | + 4' 05"    |
| 10. | Kévin Vauquelin   | Arkéa-B&B Hotels           | + 4' 24"    |

| Samlede stilling | Samlede stilling  | Samlede stilling           | Samlede stilling | Samlede stilling |
| Rytter           | Rytter            | Hold                       | Tid              |                  |
| ---------------- | ----------------- | -------------------------- | ---------------- | ---------------- |
| 1.               | Jonas Vingegaard  | Team Visma \| Lease a Bike | 26t 22' 23"      |                  |
| 2.               | Juan Ayuso        | UAE Team Emirates          | + 1' 24"         |                  |
| 3.               | Jai Hindley       | Bora-Hansgrohe             | + 1' 52"         |                  |
| 4.               | Isaac Del Toro    | UAE Team Emirates          | + 2' 20"         |                  |
| 5.               | Ben O'Connor      | Decathlon-AG2R La Mondiale | + 2' 24"         |                  |
| 6.               | Thymen Arensman   | Ineos Grenadiers           | + 2' 25"         |                  |
| 7.               | Cian Uijtdebroeks | Team Visma \| Lease a Bike | + 3' 10"         |                  |
| 8.               | Lennard Kämna     | Bora-Hansgrohe             | + 4' 02"         |                  |
| 9.               | Tom Pidcock       | Ineos Grenadiers           | + 4' 05"         |                  |
| 10.              | Kévin Vauquelin   | Arkéa-B&B Hotels           | + 4' 24"         |                  |

| Pointkonkurrence | Pointkonkurrence | Pointkonkurrence           | Pointkonkurrence | Pointkonkurrence |
| Rytter           | Rytter           | Hold                       | Point            |                  |
| ---------------- | ---------------- | -------------------------- | ---------------- | ---------------- |
| 1.               | Jonathan Milan   | Lidl-Trek                  | 44 point         |                  |
| 2.               | Juan Ayuso       | UAE Team Emirates          | 33 point         |                  |
| 3.               | Jasper Philipsen | Alpecin-Deceuninck         | 29 point         |                  |
| 4.               | Jonas Vingegaard | Team Visma \| Lease a Bike | 26 point         |                  |
| 5.               | Jai Hindley      | Bora-Hansgrohe             | 16 point         |                  |
| 6.               | Filippo Ganna    | Ineos Grenadiers           | 15 point         |                  |
| 7.               | Kévin Vauquelin  | Arkéa-B&B Hotels           | 13 point         |                  |
| 8.               | Ben O'Connor     | Decathlon-AG2R La Mondiale | 12 point         |                  |
| 9.               | Amaury Capiot    | Arkéa-B&B Hotels           | 12 point         |                  |
| 10.              | Isaac Del Toro   | UAE Team Emirates          | 11 point         |                  |

| Pointkonkurrence | Pointkonkurrence | Pointkonkurrence           | Pointkonkurrence | Pointkonkurrence |
| Rytter           | Rytter           | Hold                       | Point            |                  |
| ---------------- | ---------------- | -------------------------- | ---------------- | ---------------- |
| 1.               | Jonathan Milan   | Lidl-Trek                  | 44 point         |                  |
| 2.               | Juan Ayuso       | UAE Team Emirates          | 33 point         |                  |
| 3.               | Jasper Philipsen | Alpecin-Deceuninck         | 29 point         |                  |
| 4.               | Jonas Vingegaard | Team Visma \| Lease a Bike | 26 point         |                  |
| 5.               | Jai Hindley      | Bora-Hansgrohe             | 16 point         |                  |
| 6.               | Filippo Ganna    | Ineos Grenadiers           | 15 point         |                  |
| 7.               | Kévin Vauquelin  | Arkéa-B&B Hotels           | 13 point         |                  |
| 8.               | Ben O'Connor     | Decathlon-AG2R La Mondiale | 12 point         |                  |
| 9.               | Amaury Capiot    | Arkéa-B&B Hotels           | 12 point         |                  |
| 10.              | Isaac Del Toro   | UAE Team Emirates          | 11 point         |                  |

| Bjergkonkurrence | Bjergkonkurrence   | Bjergkonkurrence           | Bjergkonkurrence | Bjergkonkurrence |
| Rytter           | Rytter             | Hold                       | Point            |                  |
| ---------------- | ------------------ | -------------------------- | ---------------- | ---------------- |
| 1.               | Jonas Vingegaard   | Team Visma \| Lease a Bike | 30 point         |                  |
| 2.               | Juan Ayuso         | UAE Team Emirates          | 17 point         |                  |
| 3.               | Isaac Del Toro     | UAE Team Emirates          | 15 point         |                  |
| 4.               | Ben Healy          | EF Education-EasyPost      | 9 point          |                  |
| 5.               | Jai Hindley        | Bora-Hansgrohe             | 9 point          |                  |
| 6.               | Andreas Leknessund | Uno-X Mobility             | 7 point          |                  |
| 7.               | Davide Bais        | Team Polti Kometa          | 7 point          |                  |
| 8.               | Lorenzo Quartucci  | Team Corratec-Vini Fantini | 6 point          |                  |
| 9.               | Antonio Tiberi     | Bahrain Victorious         | 5 point          |                  |
| 10.              | Alexander Kamp     | Tudor Pro Cycling Team     | 5 point          |                  |

| Bjergkonkurrence | Bjergkonkurrence   | Bjergkonkurrence           | Bjergkonkurrence | Bjergkonkurrence |
| Rytter           | Rytter             | Hold                       | Point            |                  |
| ---------------- | ------------------ | -------------------------- | ---------------- | ---------------- |
| 1.               | Jonas Vingegaard   | Team Visma \| Lease a Bike | 30 point         |                  |
| 2.               | Juan Ayuso         | UAE Team Emirates          | 17 point         |                  |
| 3.               | Isaac Del Toro     | UAE Team Emirates          | 15 point         |                  |
| 4.               | Ben Healy          | EF Education-EasyPost      | 9 point          |                  |
| 5.               | Jai Hindley        | Bora-Hansgrohe             | 9 point          |                  |
| 6.               | Andreas Leknessund | Uno-X Mobility             | 7 point          |                  |
| 7.               | Davide Bais        | Team Polti Kometa          | 7 point          |                  |
| 8.               | Lorenzo Quartucci  | Team Corratec-Vini Fantini | 6 point          |                  |
| 9.               | Antonio Tiberi     | Bahrain Victorious         | 5 point          |                  |
| 10.              | Alexander Kamp     | Tudor Pro Cycling Team     | 5 point          |                  |

| Ungdomskonkurrence | Ungdomskonkurrence | Ungdomskonkurrence         | Ungdomskonkurrence | Ungdomskonkurrence |
| Rytter             | Rytter             | Hold                       | Tid                |                    |
| ------------------ | ------------------ | -------------------------- | ------------------ | ------------------ |
| 1.                 | Juan Ayuso         | UAE Team Emirates          | 26t 23' 47"        |                    |
| 2.                 | Isaac Del Toro     | UAE Team Emirates          | + 56"              |                    |
| 3.                 | Thymen Arensman    | Ineos Grenadiers           | + 1' 01"           |                    |
| 4.                 | Cian Uijtdebroeks  | Team Visma \| Lease a Bike | + 1' 46"           |                    |
| 5.                 | Tom Pidcock        | Ineos Grenadiers           | + 2' 41"           |                    |
| 6.                 | Kévin Vauquelin    | Arkéa-B&B Hotels           | + 3' 00"           |                    |
| 7.                 | Romain Grégoire    | Groupama-FDJ               | + 4' 01"           |                    |
| 8.                 | Magnus Sheffield   | Ineos Grenadiers           | + 4' 18"           |                    |
| 9.                 | Davide Piganzoli   | Team Polti Kometa          | + 4' 29"           |                    |
| 10.                | Filippo Zana       | Team Jayco AlUla           | + 4' 36"           |                    |

| Ungdomskonkurrence | Ungdomskonkurrence | Ungdomskonkurrence         | Ungdomskonkurrence | Ungdomskonkurrence |
| Rytter             | Rytter             | Hold                       | Tid                |                    |
| ------------------ | ------------------ | -------------------------- | ------------------ | ------------------ |
| 1.                 | Juan Ayuso         | UAE Team Emirates          | 26t 23' 47"        |                    |
| 2.                 | Isaac Del Toro     | UAE Team Emirates          | + 56"              |                    |
| 3.                 | Thymen Arensman    | Ineos Grenadiers           | + 1' 01"           |                    |
| 4.                 | Cian Uijtdebroeks  | Team Visma \| Lease a Bike | + 1' 46"           |                    |
| 5.                 | Tom Pidcock        | Ineos Grenadiers           | + 2' 41"           |                    |
| 6.                 | Kévin Vauquelin    | Arkéa-B&B Hotels           | + 3' 00"           |                    |
| 7.                 | Romain Grégoire    | Groupama-FDJ               | + 4' 01"           |                    |
| 8.                 | Magnus Sheffield   | Ineos Grenadiers           | + 4' 18"           |                    |
| 9.                 | Davide Piganzoli   | Team Polti Kometa          | + 4' 29"           |                    |
| 10.                | Filippo Zana       | Team Jayco AlUla           | + 4' 36"           |                    |

### Holdkonkurrencen
| Holdkonkurrence | Holdkonkurrence            | Holdkonkurrence | Holdkonkurrence |
| Hold            | Hold                       | Tid             |                 |
| --------------- | -------------------------- | --------------- | --------------- |
| 1.              | UAE Team Emirates          | 79t 16' 40"     |                 |
| 2.              | Ineos Grenadiers           | + 2' 09"        |                 |
| 3.              | Bora-Hansgrohe             | + 6' 33"        |                 |
| 4.              | Movistar Team              | + 7' 44"        |                 |
| 5.              | Astana Qazaqstan Team      | + 13' 09"       |                 |
| 6.              | Team Visma \| Lease a Bike | + 18' 07"       |                 |
| 7.              | Bahrain Victorious         | + 24' 31"       |                 |
| 8.              | Arkéa-B&B Hotels           | + 28' 20"       |                 |
| 9.              | Decathlon-AG2R La Mondiale | + 28' 20"       |                 |
| 10.             | EF Education-EasyPost      | + 28' 56"       |                 |

## Hold og ryttere
| UCI WorldTeams (18)- Alpecin-Deceuninck - Arkéa-B&B Hotels - Astana Qazaqstan Team - Bahrain Victorious - Bora-Hansgrohe - Cofidis - Decathlon-AG2R La Mondiale - EF Education-EasyPost - Groupama-FDJ - Ineos Grenadiers - Intermarché-Wanty - Lidl-Trek - Movistar Team - Soudal Quick-Step - Team dsm-firmenich PostNL - Team Jayco AlUla - Team Visma \| Lease a Bike - UAE Team Emirates UCI ProTeams (7)- Israel-Premier Tech - Q36.5 Pro Cycling Team - Corratec-Vini Fantini - Polti Kometa - Tudor Pro Cycling Team - Uno-X Mobility - VF Group-Bardiani CSF-Faizané |
| |

### Danske ryttere
| Danske ryttere på startlisten |                         |                            |           |
| Rygnummer                     | Rytter                  | Hold                       | Placering |
| 5                             | Christopher Juul-Jensen | Team Jayco AlUla           | 70        |
| 37                            | Michael Mørkøv          | Astana Qazaqstan Team      | OTL–5     |
| 85                            | Mikkel Honoré           | EF Education-EasyPost      | DNS–7     |
| 124                           | Mads Würtz Schmidt      | Israel-Premier Tech        | DNS–4     |
| 162                           | Kasper Asgreen          | Soudal Quick-Step          | 52        |
| 191                           | Jonas Vingegaard        | Team Visma \| Lease a Bike | 1         |
| 203                           | Alexander Kamp          | Tudor Pro Cycling          | 118       |
| 212                           | Mikkel Bjerg            | UAE Team Emirates          | 15        |
| 226                           | Magnus Cort             | Uno-X Mobility             | DNF–6     |

* DNF = gennemførte ikke

* DNS = stillede ikke til start

* OTL = kom ikke i mål indenfor tidsgrænsen

### Startliste
| Team Jayco AlUla JAY | Team Jayco AlUla JAY          | Team Jayco AlUla JAY |
| -------------------- | ----------------------------- | -------------------- |
| Nr.                  | Rytter                        | Placering            |
| 1                    | Filippo Zana (ITA)            | 19.                  |
| 2                    | Lawson Craddock (USA)         | 22.                  |
| 3                    | Alessandro De Marchi (ITA)    | 87.                  |
| 4                    | Caleb Ewan (AUS)              | DNF-6                |
| 5                    | Christopher Juul-Jensen (DEN) | 70.                  |
| 6                    | Campbell Stewart (NZL)        | DNS-6                |
| 7                    | Max Walscheid (GER)           | DNS-7                |

| Alpecin-Deceuninck ADC | Alpecin-Deceuninck ADC      | Alpecin-Deceuninck ADC |
| ---------------------- | --------------------------- | ---------------------- |
| Nr.                    | Rytter                      | Placering              |
| 11                     | Jasper Philipsen (BEL)      | 81.                    |
| 12                     | Nicola Conci (ITA)          | 46.                    |
| 13                     | Michael Gogl (AUT)          | DNS-3                  |
| 14                     | Jonas Rickaert (BEL)        | 107.                   |
| 15                     | Oscar Riesebeek (NED)       | 124.                   |
| 16                     | Fabio Van den Bossche (BEL) | 96.                    |
| 17                     | Gianni Vermeersch (BEL)     | 75.                    |

| Arkéa-B&B Hotels ARK | Arkéa-B&B Hotels ARK     | Arkéa-B&B Hotels ARK |
| -------------------- | ------------------------ | -------------------- |
| Nr.                  | Rytter                   | Placering            |
| 21                   | Vincenzo Albanese (ITA)  | DNF-6                |
| 22                   | Amaury Capiot (BEL)      | 93.                  |
| 23                   | Anthony Delaplace (FRA)  | DNS-5                |
| 24                   | Simon Guglielmi (FRA)    | DNF-4                |
| 25                   | Cristián Rodríguez (ESP) | 17.                  |
| 26                   | Kévin Vauquelin (FRA)    | 10.                  |
| 27                   | Clément Venturini (FRA)  | 67.                  |

| Astana Qazaqstan Team AST | Astana Qazaqstan Team AST            | Astana Qazaqstan Team AST |
| ------------------------- | ------------------------------------ | ------------------------- |
| Nr.                       | Rytter                               | Placering                 |
| 31                        | Simone Velasco (ITA) (landevej)      | 28.                       |
| 32                        | Cees Bol (NED)                       | 110.                      |
| 33                        | Mark Cavendish (GBR)                 | HD-5                      |
| 34                        | Jevgenij Fedorov (KAZ) (enkeltstart) | 53.                       |
| 35                        | Lorenzo Fortunato (ITA)              | 14.                       |
| 36                        | Gianmarco Garofoli (ITA)             | 33.                       |
| 37                        | Michael Mørkøv (DEN)                 | HD-5                      |

| Bora-Hansgrohe BOH | Bora-Hansgrohe BOH                  | Bora-Hansgrohe BOH |
| ------------------ | ----------------------------------- | ------------------ |
| Nr.                | Rytter                              | Placering          |
| 41                 | Daniel Martínez (COL) (enkeltstart) | DNS-7              |
| 42                 | Giovanni Aleotti (ITA)              | 36.                |
| 43                 | Patrick Gamper (AUT) (enkeltstart)  | 103.               |
| 44                 | Jai Hindley (AUS)                   | 3.                 |
| 45                 | Lennard Kämna (GER)                 | 8.                 |
| 46                 | Cesare Benedetti (POL)              | 119.               |
| 47                 | Filip Maciejuk (POL)                | 95.                |

| Cofidis COF | Cofidis COF                 | Cofidis COF |
| ----------- | --------------------------- | ----------- |
| Nr.         | Rytter                      | Placering   |
| 51          | Guillaume Martin (FRA)      | 23.         |
| 52          | Stanisław Aniołkowski (POL) | 122.        |
| 53          | Aimé De Gendt (BEL)         | DNS-7       |
| 54          | Rubén Fernández (ESP)       | 86.         |
| 55          | Simon Geschke (GER)         | 60.         |
| 56          | Stefano Oldani (ITA)        | 80.         |
| 57          | Axel Zingle (FRA)           | DNF-7       |

| Team Corratec-Vini Fantini COR | Team Corratec-Vini Fantini COR | Team Corratec-Vini Fantini COR |
| ------------------------------ | ------------------------------ | ------------------------------ |
| Nr.                            | Rytter                         | Placering                      |
| 61                             | Niccolò Bonifazio (ITA)        | 106.                           |
| 62                             | Mark Padun (UKR)               | DNS-4                          |
| 63                             | Lorenzo Quartucci (ITA)        | 111.                           |
| 64                             | Kristian Sbaragli (ITA)        | DNS-5                          |
| 65                             | Mark Stewart (GBR)             | DNF-3                          |
| 66                             | Jan Stöckli (SUI)              | DNF-7                          |
| 67                             | Kyrylo Tsarenko (UKR)          | 104.                           |

| Decathlon-AG2R La Mondiale DAT | Decathlon-AG2R La Mondiale DAT | Decathlon-AG2R La Mondiale DAT |
| ------------------------------ | ------------------------------ | ------------------------------ |
| Nr.                            | Rytter                         | Placering                      |
| 71                             | Ben O'Connor (AUS)             | 5.                             |
| 72                             | Nans Peters (FRA)              | 48.                            |
| 73                             | Nicolas Prodhomme (FRA)        | 34.                            |
| 74                             | Damien Touzé (FRA)             | 51.                            |
| 75                             | Bastien Tronchon (FRA)         | 59.                            |
| 76                             | Andrea Vendrame (ITA)          | 55.                            |
| 77                             | Larry Warbasse (USA)           | 49.                            |

| EF Education-EasyPost EFE | EF Education-EasyPost EFE           | EF Education-EasyPost EFE |
| ------------------------- | ----------------------------------- | ------------------------- |
| Nr.                       | Rytter                              | Placering                 |
| 81                        | Richard Carapaz (ECU) (enkeltstart) | DNF-7                     |
| 82                        | Alberto Bettiol (ITA)               | 40.                       |
| 83                        | Georg Steinhauser (GER)             | 115.                      |
| 84                        | Ben Healy (IRL) (landevej)          | 61.                       |
| 85                        | Mikkel Honoré (DEN)                 | DNS-7                     |
| 86                        | Neilson Powless (USA)               | DNF-6                     |
| 87                        | James Shaw (GBR)                    | 66.                       |

| Groupama-FDJ GFC | Groupama-FDJ GFC                  | Groupama-FDJ GFC |
| ---------------- | --------------------------------- | ---------------- |
| Nr.              | Rytter                            | Placering        |
| 91               | Fabian Lienhard (SUI)             | 101.             |
| 92               | Cyril Barthe (FRA)                | 64.              |
| 93               | Clément Davy (FRA)                | 97.              |
| 94               | Lorenzo Germani (ITA)             | DNF-5            |
| 95               | Romain Grégoire (FRA)             | 13.              |
| 96               | Olivier Le Gac (FRA)              | 74.              |
| 97               | Valentin Madouas (FRA) (landevej) | 30.              |

| Ineos Grenadiers IGD | Ineos Grenadiers IGD                   | Ineos Grenadiers IGD |
| -------------------- | -------------------------------------- | -------------------- |
| Nr.                  | Rytter                                 | Placering            |
| 101                  | Filippo Ganna (ITA) (enkeltstart)      | 88.                  |
| 102                  | Thymen Arensman (NED)                  | 6.                   |
| 103                  | Michał Kwiatkowski (POL) (enkeltstart) | 98.                  |
| 104                  | Tom Pidcock (GBR)                      | 9.                   |
| 105                  | Luke Rowe (GBR)                        | 114.                 |
| 106                  | Magnus Sheffield (USA)                 | 16.                  |
| 107                  | Connor Swift (GBR)                     | 73.                  |

| Intermarché-Wanty IWA | Intermarché-Wanty IWA | Intermarché-Wanty IWA |
| --------------------- | --------------------- | --------------------- |
| Nr.                   | Rytter                | Placering             |
| 111                   | Biniam Girmay (ERI)   | DNS-7                 |
| 112                   | Rune Herregodts (BEL) | DNS-5                 |
| 113                   | Hugo Page (FRA)       | 77.                   |
| 114                   | Laurenz Rex (BEL)     | 92.                   |
| 115                   | Lorenzo Rota (ITA)    | 25.                   |
| 116                   | Dion Smith (NZL)      | DNS-7                 |
| 117                   | Mike Teunissen (NED)  | 57.                   |

| Israel-Premier Tech IPT | Israel-Premier Tech IPT  | Israel-Premier Tech IPT |
| ----------------------- | ------------------------ | ----------------------- |
| Nr.                     | Rytter                   | Placering               |
| 121                     | Chris Froome (GBR)       | DNS-5                   |
| 122                     | Simon Clarke (AUS)       | 68.                     |
| 123                     | Krists Neilands (LAT)    | 21.                     |
| 124                     | Mads Würtz Schmidt (DEN) | DNS-4                   |
| 125                     | Corbin Strong (NZL)      | 42.                     |
| 126                     | Tom Van Asbroeck (BEL)   | 56.                     |
| 127                     | Ethan Vernon (GBR)       | 83.                     |

| Lidl-Trek LTK | Lidl-Trek LTK                               | Lidl-Trek LTK |
| ------------- | ------------------------------------------- | ------------- |
| Nr.           | Rytter                                      | Placering     |
| 131           | Tao Geoghegan Hart (GBR)                    | 29.           |
| 132           | Andrea Bagioli (ITA)                        | 32.           |
| 133           | Simone Consonni (ITA)                       | 102.          |
| 134           | Amanuel Ghebreigzabhier (ERI) (enkeltstart) | 71.           |
| 135           | Jonathan Milan (ITA)                        | 94.           |
| 136           | Toms Skujiņš (LAT)                          | 45.           |
| 137           | Edward Theuns (BEL)                         | DNF-7         |

| Movistar Team MOV | Movistar Team MOV         | Movistar Team MOV |
| ----------------- | ------------------------- | ----------------- |
| Nr.               | Rytter                    | Placering         |
| 141               | Enric Mas (ESP)           | 12.               |
| 142               | Davide Cimolai (ITA)      | 123.              |
| 143               | Davide Formolo (ITA)      | 26.               |
| 144               | Iván García Cortina (ESP) | 58.               |
| 145               | Lorenzo Milesi (ITA)      | 65.               |
| 146               | Nelson Oliveira (POR)     | 39.               |
| 147               | Iván Sosa (COL)           | 20.               |

| Q36.5 Pro Cycling Team Q36 | Q36.5 Pro Cycling Team Q36 | Q36.5 Pro Cycling Team Q36 |
| -------------------------- | -------------------------- | -------------------------- |
| Nr.                        | Rytter                     | Placering                  |
| 151                        | Filippo Conca (ITA)        | DNS-2                      |
| 152                        | David de la Cruz (ESP)     | DNF-5                      |
| 153                        | Mark Donovan (GBR)         | DNF-6                      |
| 154                        | Damien Howson (AUS)        | DNS-6                      |
| 155                        | Tobias Ludvigsson (SWE)    | DNF-6                      |
| 156                        | Nicolò Parisini (ITA)      | 89.                        |
| 157                        | Jannik Steimle (GER)       | 113.                       |

| Soudal Quick-Step SOQ | Soudal Quick-Step SOQ              | Soudal Quick-Step SOQ |
| --------------------- | ---------------------------------- | --------------------- |
| Nr.                   | Rytter                             | Placering             |
| 161                   | Julian Alaphilippe (FRA)           | 62.                   |
| 162                   | Kasper Asgreen (DEN) (enkeltstart) | 52.                   |
| 163                   | Josef Černý (CZE)                  | DNF-7                 |
| 164                   | Fausto Masnada (ITA)               | DNF-6                 |
| 165                   | Tim Merlier (BEL)                  | DNF-7                 |
| 166                   | Bert Van Lerberghe (BEL)           | DNF-7                 |
| 167                   | Jordi Warlop (BEL)                 | DNF-6                 |

| Team dsm-firmenich PostNL DFP | Team dsm-firmenich PostNL DFP | Team dsm-firmenich PostNL DFP |
| ----------------------------- | ----------------------------- | ----------------------------- |
| Nr.                           | Rytter                        | Placering                     |
| 171                           | Romain Bardet (FRA)           | DNS-6                         |
| 172                           | John Degenkolb (GER)          | 112.                          |
| 173                           | Chris Hamilton (AUS)          | 85.                           |
| 174                           | Max Poole (GBR)               | DNF-6                         |
| 175                           | Casper van Uden (NED)         | 100.                          |
| 176                           | Kevin Vermaerke (USA)         | 24.                           |
| 177                           | Bram Welten (NED)             | DNF-4                         |

| Team Polti Kometa PTK | Team Polti Kometa PTK   | Team Polti Kometa PTK |
| --------------------- | ----------------------- | --------------------- |
| Nr.                   | Rytter                  | Placering             |
| 181                   | Davide Piganzoli (ITA)  | 18.                   |
| 182                   | Davide Bais (ITA)       | 82.                   |
| 183                   | Mattia Bais (ITA)       | 108.                  |
| 184                   | Matteo Fabbro (ITA)     | DNS-6                 |
| 185                   | Giovanni Lonardi (ITA)  | 91.                   |
| 186                   | Mirco Maestri (ITA)     | 63.                   |
| 187                   | Jhonatan Restrepo (COL) | DNF-7                 |

| Team Visma \| Lease a Bike TVL | Team Visma \| Lease a Bike TVL                | Team Visma \| Lease a Bike TVL |
| ------------------------------ | --------------------------------------------- | ------------------------------ |
| Nr.                            | Rytter                                        | Placering                      |
| 191                            | Jonas Vingegaard (DEN)                        | 1.                             |
| 192                            | Robert Gesink (NED)                           | DNS-3                          |
| 193                            | Steven Kruijswijk (NED)                       | 69.                            |
| 194                            | Ben Tulett (GBR)                              | 54.                            |
| 195                            | Cian Uijtdebroeks (BEL)                       | 7.                             |
| 196                            | Attila Valter (HUN) (landevej og enkeltstart) | 47.                            |
| 197                            | Dylan van Baarle (NED) (landevej)             | 121.                           |

| Tudor Pro Cycling Team TUD | Tudor Pro Cycling Team TUD | Tudor Pro Cycling Team TUD |
| -------------------------- | -------------------------- | -------------------------- |
| Nr.                        | Rytter                     | Placering                  |
| 201                        | Marco Brenner (GER)        | 72.                        |
| 202                        | Robin Froidevaux (SUI)     | 105.                       |
| 203                        | Alexander Kamp (DEN)       | 118.                       |
| 204                        | Petr Kelemen (CZE)         | DNF-5                      |
| 205                        | Alexander Krieger (GER)    | 116.                       |
| 206                        | Marius Mayrhofer (GER)     | DNF-6                      |
| 207                        | Florian Stork (GER)        | 44.                        |

| UAE Team Emirates UAD | UAE Team Emirates UAD         | UAE Team Emirates UAD |
| --------------------- | ----------------------------- | --------------------- |
| Nr.                   | Rytter                        | Placering             |
| 211                   | Juan Ayuso (ESP)              | 2.                    |
| 212                   | Mikkel Bjerg (DEN)            | 15.                   |
| 213                   | Alessandro Covi (ITA)         | 78.                   |
| 214                   | Isaac Del Toro (MEX)          | 4.                    |
| 215                   | Marc Hirschi (SUI) (landevej) | 79.                   |
| 216                   | Rafał Majka (POL)             | 37.                   |
| 217                   | Michael Vink (NZL)            | 109.                  |

| Uno-X Mobility UXM | Uno-X Mobility UXM                    | Uno-X Mobility UXM |
| ------------------ | ------------------------------------- | ------------------ |
| Nr.                | Rytter                                | Placering          |
| 221                | Alexander Kristoff (NOR)              | 99.                |
| 222                | Jonas Abrahamsen (NOR)                | 50.                |
| 223                | Odd Christian Eiking (NOR)            | 35.                |
| 224                | Markus Hoelgaard (NOR)                | 76.                |
| 225                | Andreas Leknessund (NOR)              | 38.                |
| 226                | Magnus Cort (DEN)                     | DNF-6              |
| 227                | Søren Wærenskjold (NOR) (enkeltstart) | 120.               |

| VF Group-Bardiani CSF-Faizanè VBF | VF Group-Bardiani CSF-Faizanè VBF | VF Group-Bardiani CSF-Faizanè VBF |
| --------------------------------- | --------------------------------- | --------------------------------- |
| Nr.                               | Rytter                            | Placering                         |
| 231                               | Domenico Pozzovivo (ITA)          | 31.                               |
| 232                               | Filippo Fiorelli (ITA)            | DNS-6                             |
| 233                               | Filippo Magli (ITA)               | DNF-7                             |
| 234                               | Alex Tolio (ITA)                  | 90.                               |
| 235                               | Alessandro Tonelli (ITA)          | 43.                               |
| 236                               | Enrico Zanoncello (ITA)           | 117.                              |
| 237                               | Samuele Zoccarato (ITA)           | 125.                              |

| Bahrain Victorious TBV | Bahrain Victorious TBV | Bahrain Victorious TBV |
| ---------------------- | ---------------------- | ---------------------- |
| Nr.                    | Rytter                 | Placering              |
| 241                    | Antonio Tiberi (ITA)   | 27.                    |
| 242                    | Yukiya Arashiro (JPN)  | DNF-7                  |
| 243                    | Nikias Arndt (GER)     | 84.                    |
| 244                    | Phil Bauhaus (GER)     | DNF-7                  |
| 245                    | Damiano Caruso (ITA)   | 41.                    |
| 246                    | Andrea Pasqualon (ITA) | DNF-7                  |
| 247                    | Wout Poels (NED)       | 11.                    |

| Team Jayco AlUla JAY | Team Jayco AlUla JAY          | Team Jayco AlUla JAY |
| -------------------- | ----------------------------- | -------------------- |
| Nr.                  | Rytter                        | Placering            |
| 1                    | Filippo Zana (ITA)            | 19.                  |
| 2                    | Lawson Craddock (USA)         | 22.                  |
| 3                    | Alessandro De Marchi (ITA)    | 87.                  |
| 4                    | Caleb Ewan (AUS)              | DNF-6                |
| 5                    | Christopher Juul-Jensen (DEN) | 70.                  |
| 6                    | Campbell Stewart (NZL)        | DNS-6                |
| 7                    | Max Walscheid (GER)           | DNS-7                |

| Alpecin-Deceuninck ADC | Alpecin-Deceuninck ADC      | Alpecin-Deceuninck ADC |
| ---------------------- | --------------------------- | ---------------------- |
| Nr.                    | Rytter                      | Placering              |
| 11                     | Jasper Philipsen (BEL)      | 81.                    |
| 12                     | Nicola Conci (ITA)          | 46.                    |
| 13                     | Michael Gogl (AUT)          | DNS-3                  |
| 14                     | Jonas Rickaert (BEL)        | 107.                   |
| 15                     | Oscar Riesebeek (NED)       | 124.                   |
| 16                     | Fabio Van den Bossche (BEL) | 96.                    |
| 17                     | Gianni Vermeersch (BEL)     | 75.                    |

| Arkéa-B&B Hotels ARK | Arkéa-B&B Hotels ARK     | Arkéa-B&B Hotels ARK |
| -------------------- | ------------------------ | -------------------- |
| Nr.                  | Rytter                   | Placering            |
| 21                   | Vincenzo Albanese (ITA)  | DNF-6                |
| 22                   | Amaury Capiot (BEL)      | 93.                  |
| 23                   | Anthony Delaplace (FRA)  | DNS-5                |
| 24                   | Simon Guglielmi (FRA)    | DNF-4                |
| 25                   | Cristián Rodríguez (ESP) | 17.                  |
| 26                   | Kévin Vauquelin (FRA)    | 10.                  |
| 27                   | Clément Venturini (FRA)  | 67.                  |

| Astana Qazaqstan Team AST | Astana Qazaqstan Team AST            | Astana Qazaqstan Team AST |
| ------------------------- | ------------------------------------ | ------------------------- |
| Nr.                       | Rytter                               | Placering                 |
| 31                        | Simone Velasco (ITA) (landevej)      | 28.                       |
| 32                        | Cees Bol (NED)                       | 110.                      |
| 33                        | Mark Cavendish (GBR)                 | HD-5                      |
| 34                        | Jevgenij Fedorov (KAZ) (enkeltstart) | 53.                       |
| 35                        | Lorenzo Fortunato (ITA)              | 14.                       |
| 36                        | Gianmarco Garofoli (ITA)             | 33.                       |
| 37                        | Michael Mørkøv (DEN)                 | HD-5                      |

| Bora-Hansgrohe BOH | Bora-Hansgrohe BOH                  | Bora-Hansgrohe BOH |
| ------------------ | ----------------------------------- | ------------------ |
| Nr.                | Rytter                              | Placering          |
| 41                 | Daniel Martínez (COL) (enkeltstart) | DNS-7              |
| 42                 | Giovanni Aleotti (ITA)              | 36.                |
| 43                 | Patrick Gamper (AUT) (enkeltstart)  | 103.               |
| 44                 | Jai Hindley (AUS)                   | 3.                 |
| 45                 | Lennard Kämna (GER)                 | 8.                 |
| 46                 | Cesare Benedetti (POL)              | 119.               |
| 47                 | Filip Maciejuk (POL)                | 95.                |

| Cofidis COF | Cofidis COF                 | Cofidis COF |
| ----------- | --------------------------- | ----------- |
| Nr.         | Rytter                      | Placering   |
| 51          | Guillaume Martin (FRA)      | 23.         |
| 52          | Stanisław Aniołkowski (POL) | 122.        |
| 53          | Aimé De Gendt (BEL)         | DNS-7       |
| 54          | Rubén Fernández (ESP)       | 86.         |
| 55          | Simon Geschke (GER)         | 60.         |
| 56          | Stefano Oldani (ITA)        | 80.         |
| 57          | Axel Zingle (FRA)           | DNF-7       |

| Team Corratec-Vini Fantini COR | Team Corratec-Vini Fantini COR | Team Corratec-Vini Fantini COR |
| ------------------------------ | ------------------------------ | ------------------------------ |
| Nr.                            | Rytter                         | Placering                      |
| 61                             | Niccolò Bonifazio (ITA)        | 106.                           |
| 62                             | Mark Padun (UKR)               | DNS-4                          |
| 63                             | Lorenzo Quartucci (ITA)        | 111.                           |
| 64                             | Kristian Sbaragli (ITA)        | DNS-5                          |
| 65                             | Mark Stewart (GBR)             | DNF-3                          |
| 66                             | Jan Stöckli (SUI)              | DNF-7                          |
| 67                             | Kyrylo Tsarenko (UKR)          | 104.                           |

| Decathlon-AG2R La Mondiale DAT | Decathlon-AG2R La Mondiale DAT | Decathlon-AG2R La Mondiale DAT |
| ------------------------------ | ------------------------------ | ------------------------------ |
| Nr.                            | Rytter                         | Placering                      |
| 71                             | Ben O'Connor (AUS)             | 5.                             |
| 72                             | Nans Peters (FRA)              | 48.                            |
| 73                             | Nicolas Prodhomme (FRA)        | 34.                            |
| 74                             | Damien Touzé (FRA)             | 51.                            |
| 75                             | Bastien Tronchon (FRA)         | 59.                            |
| 76                             | Andrea Vendrame (ITA)          | 55.                            |
| 77                             | Larry Warbasse (USA)           | 49.                            |

| EF Education-EasyPost EFE | EF Education-EasyPost EFE           | EF Education-EasyPost EFE |
| ------------------------- | ----------------------------------- | ------------------------- |
| Nr.                       | Rytter                              | Placering                 |
| 81                        | Richard Carapaz (ECU) (enkeltstart) | DNF-7                     |
| 82                        | Alberto Bettiol (ITA)               | 40.                       |
| 83                        | Georg Steinhauser (GER)             | 115.                      |
| 84                        | Ben Healy (IRL) (landevej)          | 61.                       |
| 85                        | Mikkel Honoré (DEN)                 | DNS-7                     |
| 86                        | Neilson Powless (USA)               | DNF-6                     |
| 87                        | James Shaw (GBR)                    | 66.                       |

| Groupama-FDJ GFC | Groupama-FDJ GFC                  | Groupama-FDJ GFC |
| ---------------- | --------------------------------- | ---------------- |
| Nr.              | Rytter                            | Placering        |
| 91               | Fabian Lienhard (SUI)             | 101.             |
| 92               | Cyril Barthe (FRA)                | 64.              |
| 93               | Clément Davy (FRA)                | 97.              |
| 94               | Lorenzo Germani (ITA)             | DNF-5            |
| 95               | Romain Grégoire (FRA)             | 13.              |
| 96               | Olivier Le Gac (FRA)              | 74.              |
| 97               | Valentin Madouas (FRA) (landevej) | 30.              |

| Ineos Grenadiers IGD | Ineos Grenadiers IGD                   | Ineos Grenadiers IGD |
| -------------------- | -------------------------------------- | -------------------- |
| Nr.                  | Rytter                                 | Placering            |
| 101                  | Filippo Ganna (ITA) (enkeltstart)      | 88.                  |
| 102                  | Thymen Arensman (NED)                  | 6.                   |
| 103                  | Michał Kwiatkowski (POL) (enkeltstart) | 98.                  |
| 104                  | Tom Pidcock (GBR)                      | 9.                   |
| 105                  | Luke Rowe (GBR)                        | 114.                 |
| 106                  | Magnus Sheffield (USA)                 | 16.                  |
| 107                  | Connor Swift (GBR)                     | 73.                  |

| Intermarché-Wanty IWA | Intermarché-Wanty IWA | Intermarché-Wanty IWA |
| --------------------- | --------------------- | --------------------- |
| Nr.                   | Rytter                | Placering             |
| 111                   | Biniam Girmay (ERI)   | DNS-7                 |
| 112                   | Rune Herregodts (BEL) | DNS-5                 |
| 113                   | Hugo Page (FRA)       | 77.                   |
| 114                   | Laurenz Rex (BEL)     | 92.                   |
| 115                   | Lorenzo Rota (ITA)    | 25.                   |
| 116                   | Dion Smith (NZL)      | DNS-7                 |
| 117                   | Mike Teunissen (NED)  | 57.                   |

| Israel-Premier Tech IPT | Israel-Premier Tech IPT  | Israel-Premier Tech IPT |
| ----------------------- | ------------------------ | ----------------------- |
| Nr.                     | Rytter                   | Placering               |
| 121                     | Chris Froome (GBR)       | DNS-5                   |
| 122                     | Simon Clarke (AUS)       | 68.                     |
| 123                     | Krists Neilands (LAT)    | 21.                     |
| 124                     | Mads Würtz Schmidt (DEN) | DNS-4                   |
| 125                     | Corbin Strong (NZL)      | 42.                     |
| 126                     | Tom Van Asbroeck (BEL)   | 56.                     |
| 127                     | Ethan Vernon (GBR)       | 83.                     |

| Lidl-Trek LTK | Lidl-Trek LTK                               | Lidl-Trek LTK |
| ------------- | ------------------------------------------- | ------------- |
| Nr.           | Rytter                                      | Placering     |
| 131           | Tao Geoghegan Hart (GBR)                    | 29.           |
| 132           | Andrea Bagioli (ITA)                        | 32.           |
| 133           | Simone Consonni (ITA)                       | 102.          |
| 134           | Amanuel Ghebreigzabhier (ERI) (enkeltstart) | 71.           |
| 135           | Jonathan Milan (ITA)                        | 94.           |
| 136           | Toms Skujiņš (LAT)                          | 45.           |
| 137           | Edward Theuns (BEL)                         | DNF-7         |

| Movistar Team MOV | Movistar Team MOV         | Movistar Team MOV |
| ----------------- | ------------------------- | ----------------- |
| Nr.               | Rytter                    | Placering         |
| 141               | Enric Mas (ESP)           | 12.               |
| 142               | Davide Cimolai (ITA)      | 123.              |
| 143               | Davide Formolo (ITA)      | 26.               |
| 144               | Iván García Cortina (ESP) | 58.               |
| 145               | Lorenzo Milesi (ITA)      | 65.               |
| 146               | Nelson Oliveira (POR)     | 39.               |
| 147               | Iván Sosa (COL)           | 20.               |

| Q36.5 Pro Cycling Team Q36 | Q36.5 Pro Cycling Team Q36 | Q36.5 Pro Cycling Team Q36 |
| -------------------------- | -------------------------- | -------------------------- |
| Nr.                        | Rytter                     | Placering                  |
| 151                        | Filippo Conca (ITA)        | DNS-2                      |
| 152                        | David de la Cruz (ESP)     | DNF-5                      |
| 153                        | Mark Donovan (GBR)         | DNF-6                      |
| 154                        | Damien Howson (AUS)        | DNS-6                      |
| 155                        | Tobias Ludvigsson (SWE)    | DNF-6                      |
| 156                        | Nicolò Parisini (ITA)      | 89.                        |
| 157                        | Jannik Steimle (GER)       | 113.                       |

| Soudal Quick-Step SOQ | Soudal Quick-Step SOQ              | Soudal Quick-Step SOQ |
| --------------------- | ---------------------------------- | --------------------- |
| Nr.                   | Rytter                             | Placering             |
| 161                   | Julian Alaphilippe (FRA)           | 62.                   |
| 162                   | Kasper Asgreen (DEN) (enkeltstart) | 52.                   |
| 163                   | Josef Černý (CZE)                  | DNF-7                 |
| 164                   | Fausto Masnada (ITA)               | DNF-6                 |
| 165                   | Tim Merlier (BEL)                  | DNF-7                 |
| 166                   | Bert Van Lerberghe (BEL)           | DNF-7                 |
| 167                   | Jordi Warlop (BEL)                 | DNF-6                 |

| Team dsm-firmenich PostNL DFP | Team dsm-firmenich PostNL DFP | Team dsm-firmenich PostNL DFP |
| ----------------------------- | ----------------------------- | ----------------------------- |
| Nr.                           | Rytter                        | Placering                     |
| 171                           | Romain Bardet (FRA)           | DNS-6                         |
| 172                           | John Degenkolb (GER)          | 112.                          |
| 173                           | Chris Hamilton (AUS)          | 85.                           |
| 174                           | Max Poole (GBR)               | DNF-6                         |
| 175                           | Casper van Uden (NED)         | 100.                          |
| 176                           | Kevin Vermaerke (USA)         | 24.                           |
| 177                           | Bram Welten (NED)             | DNF-4                         |

| Team Polti Kometa PTK | Team Polti Kometa PTK   | Team Polti Kometa PTK |
| --------------------- | ----------------------- | --------------------- |
| Nr.                   | Rytter                  | Placering             |
| 181                   | Davide Piganzoli (ITA)  | 18.                   |
| 182                   | Davide Bais (ITA)       | 82.                   |
| 183                   | Mattia Bais (ITA)       | 108.                  |
| 184                   | Matteo Fabbro (ITA)     | DNS-6                 |
| 185                   | Giovanni Lonardi (ITA)  | 91.                   |
| 186                   | Mirco Maestri (ITA)     | 63.                   |
| 187                   | Jhonatan Restrepo (COL) | DNF-7                 |

| Team Visma \| Lease a Bike TVL | Team Visma \| Lease a Bike TVL                | Team Visma \| Lease a Bike TVL |
| ------------------------------ | --------------------------------------------- | ------------------------------ |
| Nr.                            | Rytter                                        | Placering                      |
| 191                            | Jonas Vingegaard (DEN)                        | 1.                             |
| 192                            | Robert Gesink (NED)                           | DNS-3                          |
| 193                            | Steven Kruijswijk (NED)                       | 69.                            |
| 194                            | Ben Tulett (GBR)                              | 54.                            |
| 195                            | Cian Uijtdebroeks (BEL)                       | 7.                             |
| 196                            | Attila Valter (HUN) (landevej og enkeltstart) | 47.                            |
| 197                            | Dylan van Baarle (NED) (landevej)             | 121.                           |

| Tudor Pro Cycling Team TUD | Tudor Pro Cycling Team TUD | Tudor Pro Cycling Team TUD |
| -------------------------- | -------------------------- | -------------------------- |
| Nr.                        | Rytter                     | Placering                  |
| 201                        | Marco Brenner (GER)        | 72.                        |
| 202                        | Robin Froidevaux (SUI)     | 105.                       |
| 203                        | Alexander Kamp (DEN)       | 118.                       |
| 204                        | Petr Kelemen (CZE)         | DNF-5                      |
| 205                        | Alexander Krieger (GER)    | 116.                       |
| 206                        | Marius Mayrhofer (GER)     | DNF-6                      |
| 207                        | Florian Stork (GER)        | 44.                        |

| UAE Team Emirates UAD | UAE Team Emirates UAD         | UAE Team Emirates UAD |
| --------------------- | ----------------------------- | --------------------- |
| Nr.                   | Rytter                        | Placering             |
| 211                   | Juan Ayuso (ESP)              | 2.                    |
| 212                   | Mikkel Bjerg (DEN)            | 15.                   |
| 213                   | Alessandro Covi (ITA)         | 78.                   |
| 214                   | Isaac Del Toro (MEX)          | 4.                    |
| 215                   | Marc Hirschi (SUI) (landevej) | 79.                   |
| 216                   | Rafał Majka (POL)             | 37.                   |
| 217                   | Michael Vink (NZL)            | 109.                  |

| Uno-X Mobility UXM | Uno-X Mobility UXM                    | Uno-X Mobility UXM |
| ------------------ | ------------------------------------- | ------------------ |
| Nr.                | Rytter                                | Placering          |
| 221                | Alexander Kristoff (NOR)              | 99.                |
| 222                | Jonas Abrahamsen (NOR)                | 50.                |
| 223                | Odd Christian Eiking (NOR)            | 35.                |
| 224                | Markus Hoelgaard (NOR)                | 76.                |
| 225                | Andreas Leknessund (NOR)              | 38.                |
| 226                | Magnus Cort (DEN)                     | DNF-6              |
| 227                | Søren Wærenskjold (NOR) (enkeltstart) | 120.               |

| VF Group-Bardiani CSF-Faizanè VBF | VF Group-Bardiani CSF-Faizanè VBF | VF Group-Bardiani CSF-Faizanè VBF |
| --------------------------------- | --------------------------------- | --------------------------------- |
| Nr.                               | Rytter                            | Placering                         |
| 231                               | Domenico Pozzovivo (ITA)          | 31.                               |
| 232                               | Filippo Fiorelli (ITA)            | DNS-6                             |
| 233                               | Filippo Magli (ITA)               | DNF-7                             |
| 234                               | Alex Tolio (ITA)                  | 90.                               |
| 235                               | Alessandro Tonelli (ITA)          | 43.                               |
| 236                               | Enrico Zanoncello (ITA)           | 117.                              |
| 237                               | Samuele Zoccarato (ITA)           | 125.                              |

| Bahrain Victorious TBV | Bahrain Victorious TBV | Bahrain Victorious TBV |
| ---------------------- | ---------------------- | ---------------------- |
| Nr.                    | Rytter                 | Placering              |
| 241                    | Antonio Tiberi (ITA)   | 27.                    |
| 242                    | Yukiya Arashiro (JPN)  | DNF-7                  |
| 243                    | Nikias Arndt (GER)     | 84.                    |
| 244                    | Phil Bauhaus (GER)     | DNF-7                  |
| 245                    | Damiano Caruso (ITA)   | 41.                    |
| 246                    | Andrea Pasqualon (ITA) | DNF-7                  |
| 247                    | Wout Poels (NED)       | 11.                    |